# Guglielmo Embriaco
Guglielmo Embriaco (n. cca. 1040) a fost un negustor și un lider militar genovez care a venit în sprijinul statelor cruciate, în timpul și dupǎ Prima Cruciadă.

## Prima Cruciadă
Embriaco s-a nǎscut probabil prin 1040, însǎ nu a câștigat faimǎ până când el și fratele sǎu Primo di Castello au debarcat la Jaffa, în iunie 1099 cu un escadron de galere: două, dupǎ Annales de Caffaro di Rustico da Caschifellone și șase sau nouă dupǎ Raimond de Aguilers. Expediția a fost una pur personalǎ. El și Primo au mărșăluit în sud inițial spre Ascalon, însǎ o armată egipteană le-a forțat marșul, ei luând drumul spre Ierusalimul aflat sub asediu. Lemnul de pe navele lui a fost folosit pentru construcția turnurilor de asediu, acestea au jucat un rol esențial în luarea cu succes a orașului pe 15 iulie. Embriaco mai tîrziu a obținut porecla Caputmallei sau Testadimaglio, care înseamnă "cap de ciocan".
Embriaco a participat la capturarea Jaffei și apoi, cu 200 - 300 de ostași, la bătălia de la Ascalon. S-a întors la Genova, însǎ a obținut scrisori de la Godefroy de Bouillon și Daimbert de Pisa, apărător al Sfântului Mormânt și Patriarhul latin de Ierusalim, respectiv, În care descriu succesul cruciadei și nevoia urgentă de întăriri. Ajuns la Genova pe 24 decembrie. Embriaco a fost acordat în titlu de Consul Exercitus Ianuensium - "consul al armatei genoveze" - de Compagna, comandând o flotǎ de douăzeci și șase de galere, cu trei-patru mii de oameni, s-a pornit din nou spre Țara Sfântă.
La a doua sosire în Țara Sfântă, el se întâlnește cu regele Balduin I la Laodicea și împreună planificǎ o campanie pentru primăvara anului viitor. La Laodiceea, el a iernat și a avut mai multe ciocniri cu pirații sarazini. În martie 1101, se îndreaptǎ în sud și astfel ajunge la Jaffa în ziua de Paști. Însoțindu-l pe Balduin la Ierusalim, pentru a sărbători Paștele și Iordanul. La Caesarea, o mie de negustori arabi, care s-au  refugiat în moschee, au plătit genovezilor pentru eliberarea și siguranța lor.
În luna iulie, Embriaco s-a întors la Genova după ce a încheiat ub tratat cu Tancred de Taranto. S-a întâlnit cu o flota bizantină în Insulele Ionice și a debarcat la Corfu pentru a trimite ambasadori la Constantinopol. A intrat triumfînd în Genova, în octombrie aceluiași an.
În februarie 1102 a fost ales consul, aceasta este ultima relatare despre el.